# Ивановское (Шарьинский район)
Ивановское — деревня в составе Ивановского сельского поселения Шарьинского района Костромской области России.

## География
Деревня расположена недалеко от берега реки Ветлуга.

## История
В начале XVII века деревня принадлежала боярину князю Фёдору Мстиславскому, спустя некоторое время после смерти которого, в 1640 году вместе с другими деревнями была пожалована царём Алексеем Михайловичем князю Борису Репнину, от которого перешла его потомкам.
Согласно Спискам населенных мест Российской империи в 1872 году деревня располагалась на почтовом тракте из Ветлуги в Никольск и относилась к 2 стану Ветлужского уезда Костромской губернии. В ней числилось 6 дворов, проживали 37 мужчин и 36 женщин. В деревне находилась почтовая станция и правление Рождественской волости.
Согласно переписи населения 1897 года в деревне проживало 170 человек (83 мужчины и 87 женщин).
Согласно Списку населенных мест Костромской губернии в 1907 году деревня относилась к Рождественской волости Ветлужского уезда Костромской губернии. По сведениям волостного правления за 1907 год в деревне числилось 29 крестьянских дворов и 170 жителей. В деревне имелась ветряная мельница. Основным занятием жителей деревни был лесной промысел.

## Население
| 2008 | 2010 | 2014 | 2024 |
| ---- | ---- | ---- | ---- |
| 213  | ↘0   | ↗194 | ↘151 |